# 多胡郡
- 令制国一覧 > 東山道 > 上野国 > 多胡郡
- 日本 > 関東地方 > 群馬県 > 多胡郡

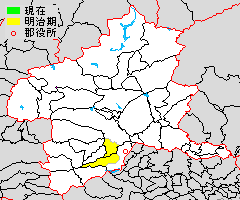
群馬県多胡郡の範囲

多胡郡（たごぐん）は、群馬県（上野国）にあった郡。

## 郡域
1878年（明治11年）に行政区画として発足した当時の郡域は、現在の行政区画では概ね以下の区域に相当する。
- 高崎市（吉井町上奥平、吉井町下奥平、吉井町岩崎、吉井町坂口を除く吉井町各町）
- 藤岡市（大字上日野、下日野）

## 歴史

### 古代

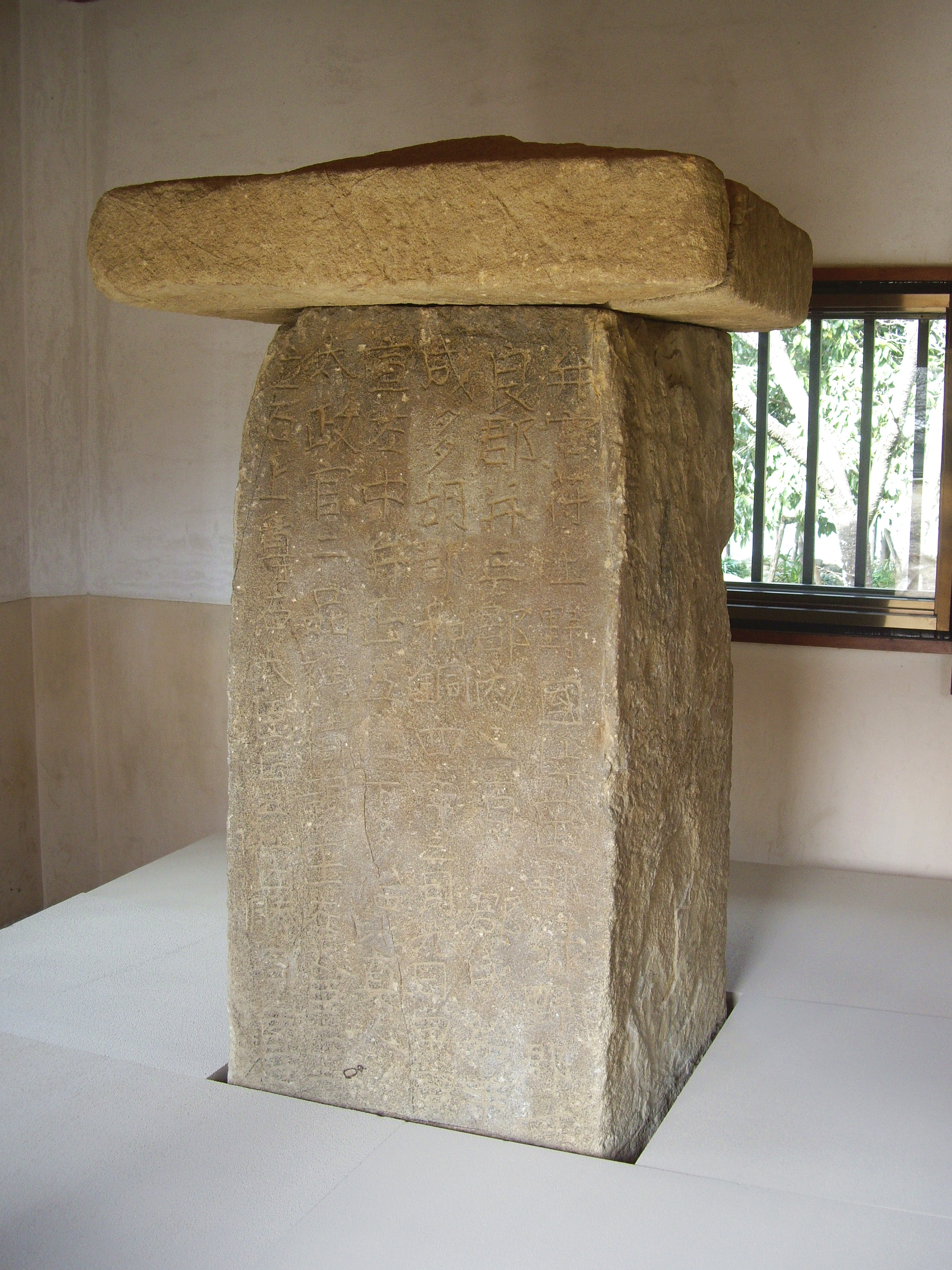
多胡郡設置の記念碑と推定される多胡碑

#### 郷
『多胡碑』に記される郡内の郷。（）内は元々属していた郡と現在の推定地。
- 織裳［おりも］郷（甘楽郡・高崎市吉井町長根）
- 韓級［からしな］郷（甘楽郡・高崎市吉井町神保）
- 矢田［やた］郷（甘楽郡・高崎市吉井町矢田）
- 大家［おおやけ］郡（甘楽郡・高崎市吉井町池）
- 武美［むみ］郡（緑野郡・高崎市吉井地区の南東地域）
- 山部［やまべ］郷（片岡郡・高崎市山名町）

#### 式内社
- 711年（和銅4年）
  - 3月6日 - 多胡郡が設置された（『続日本紀』巻5「三月辛亥割上野國（中略）片岡郡（中略）別置多胡郡」）
  - 3月9日 - 多胡郡が設置された（多胡碑）

### 近代以降の沿革
- 「旧高旧領取調帳」に記載されている明治初年時点での支配は以下の通り。●は村内に寺社領が存在。幕府領は関東在方掛の岩鼻陣屋が管轄。（29村）

| 知行   | 知行       | 村数 | 村名 |
| ------ | ---------- | ---- | --- |
| 幕府領 | 幕府領     | 19村 | 岩井村、小暮村、馬庭村、●池村、塩川村、本郷村、●小棚村、多胡村、●神保村、塩村、深沢村、黒熊村、小串村、石神村、●上河内村、●下河内村、東谷村、大沢村、高村 |
| 藩領   | 上野吉井藩 | 7村  | 片山村、吉井村、上日野村、下日野村、多比良村、矢田村、中島村                                                                                              |
| 藩領   | 上野小幡藩 | 3村  | ●上長根村、中長根村、下長根村 |

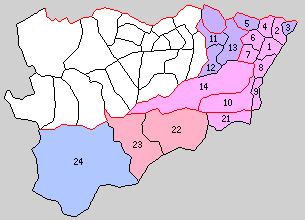
11.吉井町 12.多胡村 13.入野村 14.日野村（紫：高崎市 桃：藤岡市 1 - 10は緑野郡 21 - 24は南甘楽郡）

- 慶応4年6月17日（1868年8月5日） - 新政府が岩鼻陣屋に岩鼻県を設置。幕府領・旗本領を管轄。
- 明治2年12月26日（1870年1月27日） - 吉井藩が廃藩。管轄区域が岩鼻県の管轄となる。
- 明治3年 - 上河内村・下河内村が合併して川内村となる。（28村）
- 明治4年
  - 7月14日（1871年8月29日） - 廃藩置県により、藩領が小幡県の管轄となる。
  - 10月28日（1871年12月10日） - 第1次府県統合により、全域が群馬県（第1次）の管轄となる。
- 明治6年（1873年）6月15日 - 熊谷県の管轄となる。
- 明治9年（1876年）
  - 8月21日 - 第2次府県統合により、熊谷県が武蔵国の管轄地域を埼玉県に合併して群馬県（第2次）に改称。当郡域は群馬県の管轄となる。
  - 上長根村・中長根村が合併して長根村となる。（27村）
- 明治11年（1878年）12月7日 - 郡区町村編制法の群馬県での施行により、行政区画としての多胡郡が発足。「緑野多胡南甘楽郡役所」が緑野郡藤岡町に設置され、緑野郡・南甘楽郡とともに管轄。
- 明治15年（1882年） - 吉井村・川内村が合併して吉井町となる。（1町25村）
- 明治22年（1889年）4月1日 - 町村制の施行により、以下の町村が発足。特記以外は全域が現・高崎市。（1町3村）
  - 吉井町 ← 吉井町、矢田村、池村、塩川村、長根村、下長根村、片山村、本郷村、小棚村
  - 多胡村 ← 多胡村、塩村、神保村、高村、東谷村、大沢村
  - 入野村 ← 小串村、黒熊村、深沢村、石神村、中島村、小暮村、馬庭村、岩井村、多比良村
  - 日野村 ← 上日野村、下日野村、緑野郡金井村（現・藤岡市）
- 明治29年（1896年）4月1日 - 。郡制の施行のため、「緑野多胡南甘楽郡役所」の管轄区域をもって多野郡が発足。同日多胡郡廃止。

## 行政
緑野・多胡・南甘楽郡長
| 代 | 氏名 | 就任年月日                | 退任年月日                | 備考                                     |
| -- | ---- | ------------------------- | ------------------------- | ---------------------------------------- |
| 1  |      | 明治11年（1878年）12月7日 |                           |                                          |
|    |      |                           | 明治29年（1896年）3月31日 | 緑野郡・南甘楽郡との合併により多胡郡廃止 |